# JTBC
JTBC (Joongang Tongyang Broadcasting Company) — южнокорейская платная телевизионная сеть, начавшая своё вещание 1 декабря 2011 года. Крупнейшим акционером является JoongAng Ilbo/The JoongAng Group с 25% акций.
Это одна из четырех новых южнокорейских сетей кабельного телевидения наряду с Channel A, TV Chosun и MBN созданных в 2011 году. Они дополняют существующие традиционные сети бесплатного эфирного телевидения, такие как KBS, MBC, SBS и другие более мелкие каналы, запущенные после дерегулирования в 1990 году.

## История
Газета JoongAng Ilbo, входила в группу Samsung, ранее владевшей телевизионной станцией. В 1964 году она основала Tongyang Broadcasting Corporation (TBC) и управляла сетью в течение 16 лет. Однако в 1980 году военный режим Чон Ду Хвана насильственно объединил TBC с государственной KBS. Наблюдатели рынка считают возвращение JoongAng Ilbo на телевидение в JTBC реинкарнацией TBC.
Временной график
- 26 июня 1964: Создана Tongyang Broadcasting Corporation.
- 7 декабря 1964: TBC-TV начал вещание на 7 канале.
- 30 ноября 1980: TBC-TV объединился с KBS Television в соответствии со специальным законом президента Чон Ду Хвана, что привело к запуску KBS 2.
- 22 июля 2009: Национальное собрание приняло поправку к закону о СМИ для дерегулирования рынка медиа Южной Кореи.
- 31 декабря 2010: JTBC, TV Chosun, MBN, Channel A выбраны в качестве основных вещателей кабельного телевидения.
- 11 марта 2011: JoongAng Ilbo основал корпорацию JTBC.[4]
- 1 декабря 2011: JTBC на 15 канале начал вещание.[5]
- Май 2013: Бывший ведущий новостей MBC Сон Сук Хи был назначен президентом новостного отдела канала.[6]
- Январь 2015: JTBC строит здание в Digital Media City в Сангам-Донг, Сеул.
- Ноябрь 2018: Сон Сук Хи повышен до должности генерального директора и президента JTBC.[7]
- Июнь 2019: JTBC приобрел права на трансляцию Олимпийских игр, с 2026 по 2032 год.[8]
- Апрель 2020: JTBC переносит новостную службу в Creation Hall.[9]Штаб-квартира телеканала

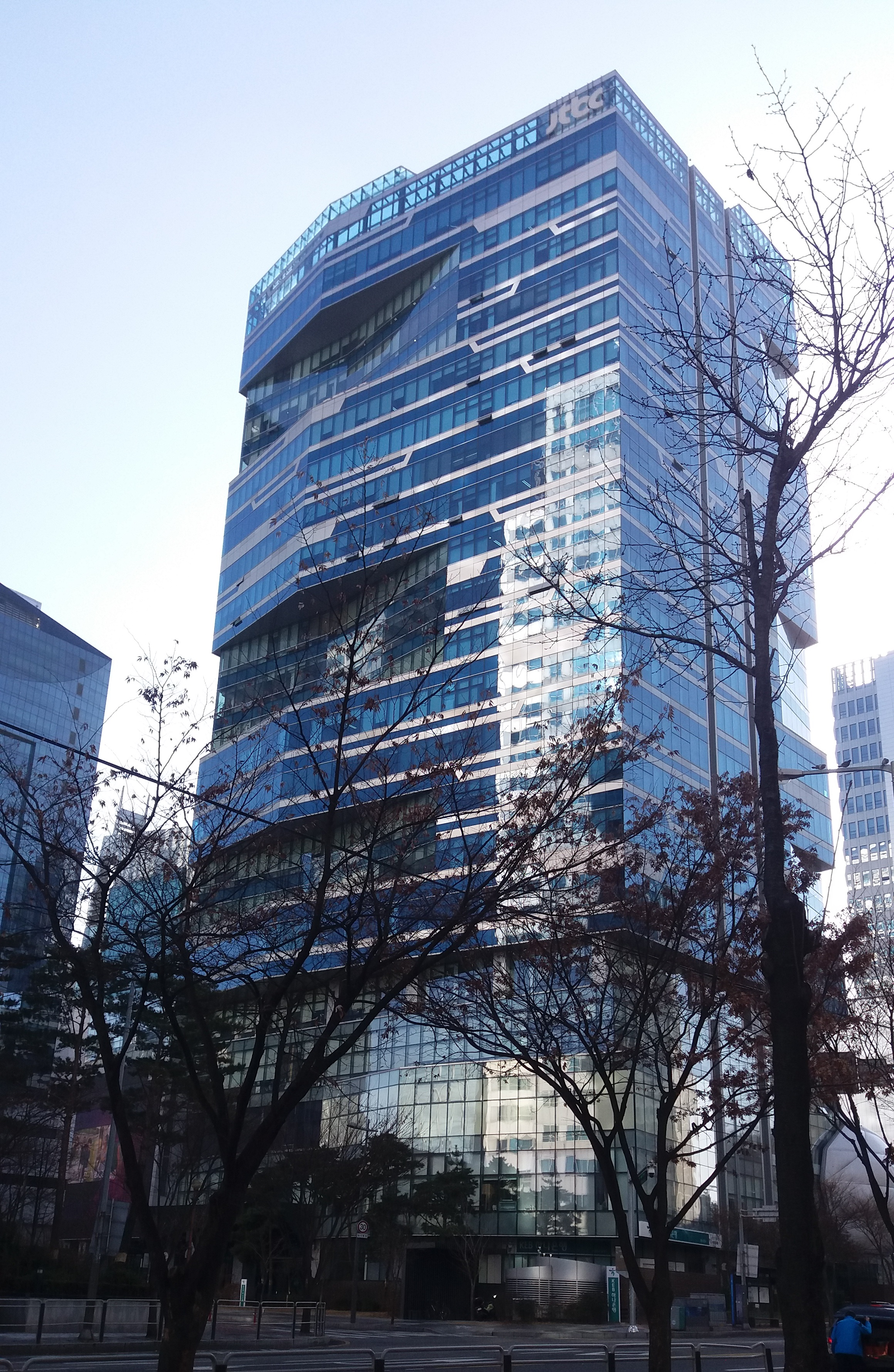
Штаб-квартира телеканала

## Программы
- Информационные программы: JTBC Newsroom, Political Desk, JTBC News Morning, Newsroom Now, Scandal Supervisor
- Культурные шоу: Begin Again, Ssulzun
- Музыкальные премии: Baeksang Arts Awards, Golden Disk Awards

Драмы JTBC занимают 9 мест из 50, в том числе «Мир женатой пары», являющейся самой высокорейтинговой драмой в списке самых рейтинговых корейских драм на кабельном телевидении, превзойдя прошлый рекорд JTBC с драмой «Небесный замок».